# Sabina Asenjo
Sabina Asenjo Álvarez (Ponferrada, 3 de agosto de 1986) es una atleta española especializada en lanzamiento de disco. Ha sido ocho veces campeona de España y es la actual plusmarquista española de su especialidad.

## Trayectoria deportiva
Sabina Asenjo empezó a practicar el atletismo en la escuela que su primo Rodrigo Gavela, olímpico en Barcelona 1992, abrió en su Ponferrada natal. Allí se decantó por el lanzamiento de disco, entrenada por Nacho Morán.
En 2011 ganó su primer título de campeona de España absoluta de lanzamiento de disco. Fue el primero de ocho títulos consecutivos, hasta 2018.
En 2012 se establece en León y empieza a entrenar en el CEARD a las órdenes de Carlos Burón. Ese año participa en su primer gran campeonato internacional, el Europeo de Helsinki, donde no logra superar la calificación.
En 2014 repite experiencia en el Campeonato de Europa, haciendo tres lanzamientos nulos en una calificación marcada por la lluvia.
En 2015 consiguió batir dos veces el récord de España, en poder de Ángeles Barreiro desde 1994, con marcas de 60,74 m y 61,36 m respectivamente. Esta última marca le permitió participar en el Mundial de Pekín, donde quedó eliminada en la ronda de calificación.
En 2016 volvió a batir su récord de España con una marca de 61,89 m y poco después tomó parte en el Campeonato de Europa, donde alcanzó la final, en la que terminó en 12.ª posición. También acudió a los Juegos Olímpicos de Río 2016, pero no logró superar la ronda de calificación.
En 2017 disputó de nuevo el Campeonato Mundial, cayendo eliminada en la calificación.
En abril de 2019 anunció la suspensión de su carrera como lanzadora, alegando falta de motivación para continuar.

## Competiciones internacionales
| Representando a España en lanzamiento de disco \| Año \| Competición \| Sede \| Puesto \| Marca \| \| ---- \| --------------------------------- \| -------------- \| ------------- \| ----- \| \| 2005 \| Campeonato Europeo Júnior \| Kaunas \| 12.ª \| 43.02 \| \| 2007 \| Campeonato Europeo Sub-23 \| Debrecen \| 15.ª calif. \| 49.29 \| \| 2012 \| Campeonato Iberoamericano \| Barquisimeto \| 6.ª \| 54.06 \| \| 2012 \| Campeonato de Europa \| Helsinki \| 28ª (calif.) \| 53.92 \| \| 2013 \| Juegos Mediterráneos \| Mersin \| 5.ª \| 53.25 \| \| 2013 \| Campeonato de Europa por Naciones \| Gateshead \| 8.ª \| 54.44 \| \| 2014 \| Campeonato de Europa por Naciones \| Braunschweig \| 6.ª \| 56.54 \| \| 2014 \| Campeonato de Europa \| Zúrich \| -- \| (NM) \| \| 2015 \| Campeonato de Europa por Naciones \| Cheboksary \| 6.ª \| 56.16 \| \| 2015 \| Campeonato del Mundo \| Pekín \| 24ª (calif.) \| 58.04 \| \| 2016 \| Campeonato de Europa \| Ámsterdam \| 12.ª \| 56.62 \| \| 2016 \| Juegos Olímpicos \| Río de Janeiro \| 23ª (calif.) \| 56.94 \| \| 2017 \| Campeonato de Europa por Naciones \| Lille \| 8.ª \| 56.42 \| \| 2017 \| Campeonato del Mundo \| Londres \| 20.ª (calif.) \| 57.00 \| \| 2018 \| Juegos Mediterráneos \| Tarragona \| 5.ª \| 57.41 \| \| 2018 \| Campeonato de Europa \| Berlín \| 15.ª (calif.) \| 55.57 \| | Representando a España en lanzamiento de disco \| Año \| Competición \| Sede \| Puesto \| Marca \| \| ---- \| --------------------------------- \| -------------- \| ------------- \| ----- \| \| 2005 \| Campeonato Europeo Júnior \| Kaunas \| 12.ª \| 43.02 \| \| 2007 \| Campeonato Europeo Sub-23 \| Debrecen \| 15.ª calif. \| 49.29 \| \| 2012 \| Campeonato Iberoamericano \| Barquisimeto \| 6.ª \| 54.06 \| \| 2012 \| Campeonato de Europa \| Helsinki \| 28ª (calif.) \| 53.92 \| \| 2013 \| Juegos Mediterráneos \| Mersin \| 5.ª \| 53.25 \| \| 2013 \| Campeonato de Europa por Naciones \| Gateshead \| 8.ª \| 54.44 \| \| 2014 \| Campeonato de Europa por Naciones \| Braunschweig \| 6.ª \| 56.54 \| \| 2014 \| Campeonato de Europa \| Zúrich \| -- \| (NM) \| \| 2015 \| Campeonato de Europa por Naciones \| Cheboksary \| 6.ª \| 56.16 \| \| 2015 \| Campeonato del Mundo \| Pekín \| 24ª (calif.) \| 58.04 \| \| 2016 \| Campeonato de Europa \| Ámsterdam \| 12.ª \| 56.62 \| \| 2016 \| Juegos Olímpicos \| Río de Janeiro \| 23ª (calif.) \| 56.94 \| \| 2017 \| Campeonato de Europa por Naciones \| Lille \| 8.ª \| 56.42 \| \| 2017 \| Campeonato del Mundo \| Londres \| 20.ª (calif.) \| 57.00 \| \| 2018 \| Juegos Mediterráneos \| Tarragona \| 5.ª \| 57.41 \| \| 2018 \| Campeonato de Europa \| Berlín \| 15.ª (calif.) \| 55.57 \| | Representando a España en lanzamiento de disco \| Año \| Competición \| Sede \| Puesto \| Marca \| \| ---- \| --------------------------------- \| -------------- \| ------------- \| ----- \| \| 2005 \| Campeonato Europeo Júnior \| Kaunas \| 12.ª \| 43.02 \| \| 2007 \| Campeonato Europeo Sub-23 \| Debrecen \| 15.ª calif. \| 49.29 \| \| 2012 \| Campeonato Iberoamericano \| Barquisimeto \| 6.ª \| 54.06 \| \| 2012 \| Campeonato de Europa \| Helsinki \| 28ª (calif.) \| 53.92 \| \| 2013 \| Juegos Mediterráneos \| Mersin \| 5.ª \| 53.25 \| \| 2013 \| Campeonato de Europa por Naciones \| Gateshead \| 8.ª \| 54.44 \| \| 2014 \| Campeonato de Europa por Naciones \| Braunschweig \| 6.ª \| 56.54 \| \| 2014 \| Campeonato de Europa \| Zúrich \| -- \| (NM) \| \| 2015 \| Campeonato de Europa por Naciones \| Cheboksary \| 6.ª \| 56.16 \| \| 2015 \| Campeonato del Mundo \| Pekín \| 24ª (calif.) \| 58.04 \| \| 2016 \| Campeonato de Europa \| Ámsterdam \| 12.ª \| 56.62 \| \| 2016 \| Juegos Olímpicos \| Río de Janeiro \| 23ª (calif.) \| 56.94 \| \| 2017 \| Campeonato de Europa por Naciones \| Lille \| 8.ª \| 56.42 \| \| 2017 \| Campeonato del Mundo \| Londres \| 20.ª (calif.) \| 57.00 \| \| 2018 \| Juegos Mediterráneos \| Tarragona \| 5.ª \| 57.41 \| \| 2018 \| Campeonato de Europa \| Berlín \| 15.ª (calif.) \| 55.57 \| | Representando a España en lanzamiento de disco \| Año \| Competición \| Sede \| Puesto \| Marca \| \| ---- \| --------------------------------- \| -------------- \| ------------- \| ----- \| \| 2005 \| Campeonato Europeo Júnior \| Kaunas \| 12.ª \| 43.02 \| \| 2007 \| Campeonato Europeo Sub-23 \| Debrecen \| 15.ª calif. \| 49.29 \| \| 2012 \| Campeonato Iberoamericano \| Barquisimeto \| 6.ª \| 54.06 \| \| 2012 \| Campeonato de Europa \| Helsinki \| 28ª (calif.) \| 53.92 \| \| 2013 \| Juegos Mediterráneos \| Mersin \| 5.ª \| 53.25 \| \| 2013 \| Campeonato de Europa por Naciones \| Gateshead \| 8.ª \| 54.44 \| \| 2014 \| Campeonato de Europa por Naciones \| Braunschweig \| 6.ª \| 56.54 \| \| 2014 \| Campeonato de Europa \| Zúrich \| -- \| (NM) \| \| 2015 \| Campeonato de Europa por Naciones \| Cheboksary \| 6.ª \| 56.16 \| \| 2015 \| Campeonato del Mundo \| Pekín \| 24ª (calif.) \| 58.04 \| \| 2016 \| Campeonato de Europa \| Ámsterdam \| 12.ª \| 56.62 \| \| 2016 \| Juegos Olímpicos \| Río de Janeiro \| 23ª (calif.) \| 56.94 \| \| 2017 \| Campeonato de Europa por Naciones \| Lille \| 8.ª \| 56.42 \| \| 2017 \| Campeonato del Mundo \| Londres \| 20.ª (calif.) \| 57.00 \| \| 2018 \| Juegos Mediterráneos \| Tarragona \| 5.ª \| 57.41 \| \| 2018 \| Campeonato de Europa \| Berlín \| 15.ª (calif.) \| 55.57 \| | Representando a España en lanzamiento de disco \| Año \| Competición \| Sede \| Puesto \| Marca \| \| ---- \| --------------------------------- \| -------------- \| ------------- \| ----- \| \| 2005 \| Campeonato Europeo Júnior \| Kaunas \| 12.ª \| 43.02 \| \| 2007 \| Campeonato Europeo Sub-23 \| Debrecen \| 15.ª calif. \| 49.29 \| \| 2012 \| Campeonato Iberoamericano \| Barquisimeto \| 6.ª \| 54.06 \| \| 2012 \| Campeonato de Europa \| Helsinki \| 28ª (calif.) \| 53.92 \| \| 2013 \| Juegos Mediterráneos \| Mersin \| 5.ª \| 53.25 \| \| 2013 \| Campeonato de Europa por Naciones \| Gateshead \| 8.ª \| 54.44 \| \| 2014 \| Campeonato de Europa por Naciones \| Braunschweig \| 6.ª \| 56.54 \| \| 2014 \| Campeonato de Europa \| Zúrich \| -- \| (NM) \| \| 2015 \| Campeonato de Europa por Naciones \| Cheboksary \| 6.ª \| 56.16 \| \| 2015 \| Campeonato del Mundo \| Pekín \| 24ª (calif.) \| 58.04 \| \| 2016 \| Campeonato de Europa \| Ámsterdam \| 12.ª \| 56.62 \| \| 2016 \| Juegos Olímpicos \| Río de Janeiro \| 23ª (calif.) \| 56.94 \| \| 2017 \| Campeonato de Europa por Naciones \| Lille \| 8.ª \| 56.42 \| \| 2017 \| Campeonato del Mundo \| Londres \| 20.ª (calif.) \| 57.00 \| \| 2018 \| Juegos Mediterráneos \| Tarragona \| 5.ª \| 57.41 \| \| 2018 \| Campeonato de Europa \| Berlín \| 15.ª (calif.) \| 55.57 \| | Representando a España en lanzamiento de disco \| Año \| Competición \| Sede \| Puesto \| Marca \| \| ---- \| --------------------------------- \| -------------- \| ------------- \| ----- \| \| 2005 \| Campeonato Europeo Júnior \| Kaunas \| 12.ª \| 43.02 \| \| 2007 \| Campeonato Europeo Sub-23 \| Debrecen \| 15.ª calif. \| 49.29 \| \| 2012 \| Campeonato Iberoamericano \| Barquisimeto \| 6.ª \| 54.06 \| \| 2012 \| Campeonato de Europa \| Helsinki \| 28ª (calif.) \| 53.92 \| \| 2013 \| Juegos Mediterráneos \| Mersin \| 5.ª \| 53.25 \| \| 2013 \| Campeonato de Europa por Naciones \| Gateshead \| 8.ª \| 54.44 \| \| 2014 \| Campeonato de Europa por Naciones \| Braunschweig \| 6.ª \| 56.54 \| \| 2014 \| Campeonato de Europa \| Zúrich \| -- \| (NM) \| \| 2015 \| Campeonato de Europa por Naciones \| Cheboksary \| 6.ª \| 56.16 \| \| 2015 \| Campeonato del Mundo \| Pekín \| 24ª (calif.) \| 58.04 \| \| 2016 \| Campeonato de Europa \| Ámsterdam \| 12.ª \| 56.62 \| \| 2016 \| Juegos Olímpicos \| Río de Janeiro \| 23ª (calif.) \| 56.94 \| \| 2017 \| Campeonato de Europa por Naciones \| Lille \| 8.ª \| 56.42 \| \| 2017 \| Campeonato del Mundo \| Londres \| 20.ª (calif.) \| 57.00 \| \| 2018 \| Juegos Mediterráneos \| Tarragona \| 5.ª \| 57.41 \| \| 2018 \| Campeonato de Europa \| Berlín \| 15.ª (calif.) \| 55.57 \| |
| Año | Competición | Sede | Puesto | Marca | |
| --- | --- | --- | --- | --- | --- |
| 2005 | Campeonato Europeo Júnior | Kaunas | 12.ª | 43.02 | |
| 2007 | Campeonato Europeo Sub-23 | Debrecen | 15.ª calif. | 49.29 | |
| 2012 | Campeonato Iberoamericano | Barquisimeto | 6.ª | 54.06 | |
| 2012 | Campeonato de Europa | Helsinki | 28ª (calif.) | 53.92 | |
| 2013 | Juegos Mediterráneos | Mersin | 5.ª | 53.25 | |
| 2013 | Campeonato de Europa por Naciones | Gateshead | 8.ª | 54.44 | |
| 2014 | Campeonato de Europa por Naciones | Braunschweig | 6.ª | 56.54 | |
| 2014 | Campeonato de Europa | Zúrich | -- | (NM) | |
| 2015 | Campeonato de Europa por Naciones | Cheboksary | 6.ª | 56.16 | |
| 2015 | Campeonato del Mundo | Pekín | 24ª (calif.) | 58.04 | |
| 2016 | Campeonato de Europa | Ámsterdam | 12.ª | 56.62 | |
| 2016 | Juegos Olímpicos | Río de Janeiro | 23ª (calif.) | 56.94 | |
| 2017 | Campeonato de Europa por Naciones | Lille | 8.ª | 56.42 | |
| 2017 | Campeonato del Mundo | Londres | 20.ª (calif.) | 57.00 | |
| 2018 | Juegos Mediterráneos | Tarragona | 5.ª | 57.41 | |
| 2018 | Campeonato de Europa | Berlín | 15.ª (calif.) | 55.57 | |